# Province de Cibitoke

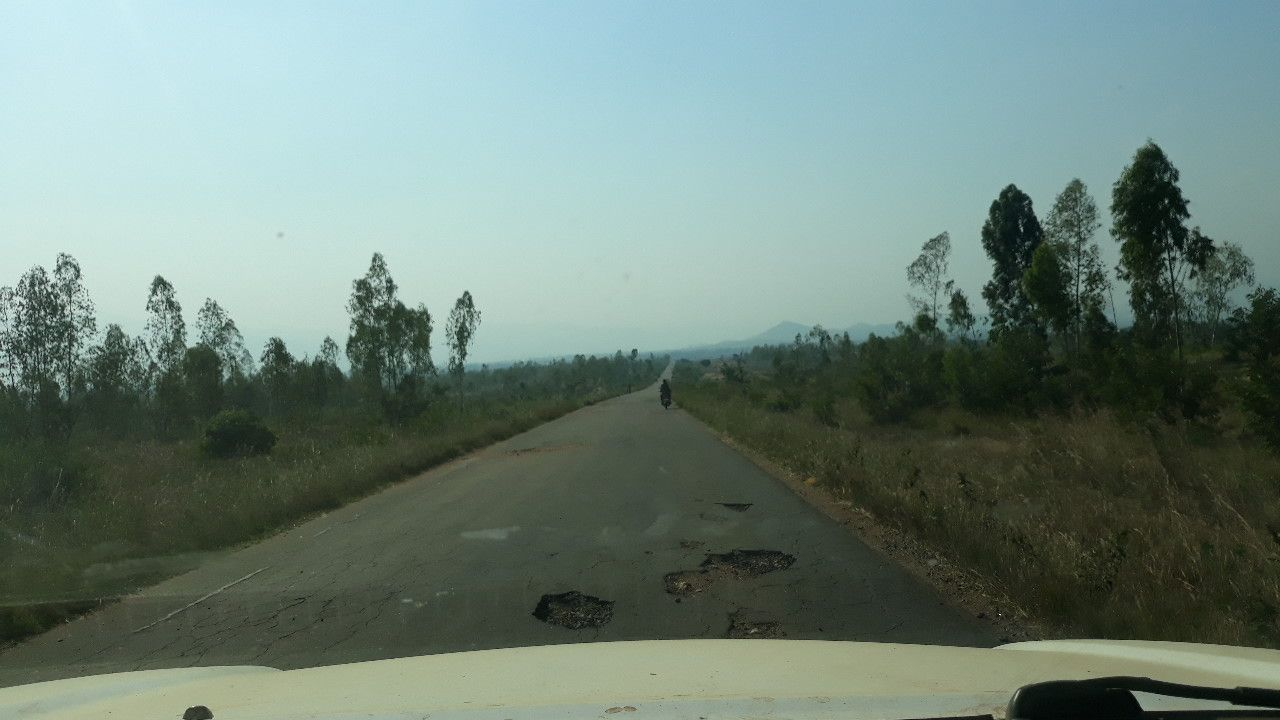
Route dans la province de Cibitoke, Burundi

La province de Cibitoke est une province du Burundi située au nord-ouest du pays. La plus grande ville de la province est Cibitoke.

## Administration
La province de Cibitoke est dirigée par un gouverneur de province. Cette dernière est divisée en six communes gérées par des administrateurs : Murwi, Buganda, Rugombo, Bukinanyana, Mugina et Mabayi.

## Géographie
La province de Cibitoke est limitée au Nord par le Rwanda et à l'Ouest par la République démocratique du Congo. Les provinces frontalières sont celles de Bubanza et de Kayanza.

## Personnalités liées
- Carême Bizoza, gouverneur de la province depuis 2020[1].